# Ősze-szék
Ősze-szék är en sjö i Ungern.   Den ligger i provinsen Csongrád-Csanád, i den centrala delen av landet, 140 km sydost om huvudstaden Budapest. Arean är 0,48 kvadratkilometer. Den sträcker sig 1,3 kilometer i nord-sydlig riktning, och 0,8 kilometer i öst-västlig riktning.